# 维斯理学院
威尔斯利学院，又译卫斯理学院，美国女子文理学院，成立於1875年。學院位於马萨诸塞州波士顿城西的小镇威尔斯利，为美国七姐妹学院之一。据《美国新闻与世界报道》杂志的大学排名，威尔斯利学院是全美排名最高的文理學院之一，穩定位列前五名。

## 學院概述
威尔斯利學院（Wellesley College），由當地鄉紳 Durant 夫婦註冊於1870年的私立大學，是位於美國馬薩諸塞州波士頓近郊衛斯理鎮的一個高等學府.在學生團體影響以及董事會的決定下，威尔斯利於2015年開始招收變性學生，進一步推廣性別的平等與自由。它是著名的「七姐妹女子學院」之首，美國最優秀的女子及文理學院之一。
威尔斯利学院致力於培養改變世界的優秀女性，許多著名女性從這裡走出，此學院是東北地區七姊妹學院（Seven Sisters）之一，這7所學院均建校於19世紀，不但歷史悠久，也是美國最好的女子文理學院，威尔斯利學院更是其中的佼佼者，許多名人曾在這所學院畢業，其中包括宋美齡、包德明、希拉里·克林頓、馬德琳·奧爾布賴特以及中國作家冰心等。
威尔斯利與麻省理工學院，巴布森學院，富蘭克林歐林工程學院等合作關係，學生可在分別選對方學院的課程，學分無障礙轉換。
在2018年U.S. News全美文理學院排名第3，僅次於威廉姆斯學院及阿默斯特學院。近十年來，韋爾斯利的排名穩定於U.S. News榜單前5名。
2015年10月，威尔斯利學院獲得兩位匿名校友捐款5000萬美元，是該校有史以來最大一筆捐贈。

## 学术
它有50多个专业，是美国最好的文理学院之一。

## 校友
衛斯理学院培养出了一大批各领域的杰出女性。包括：

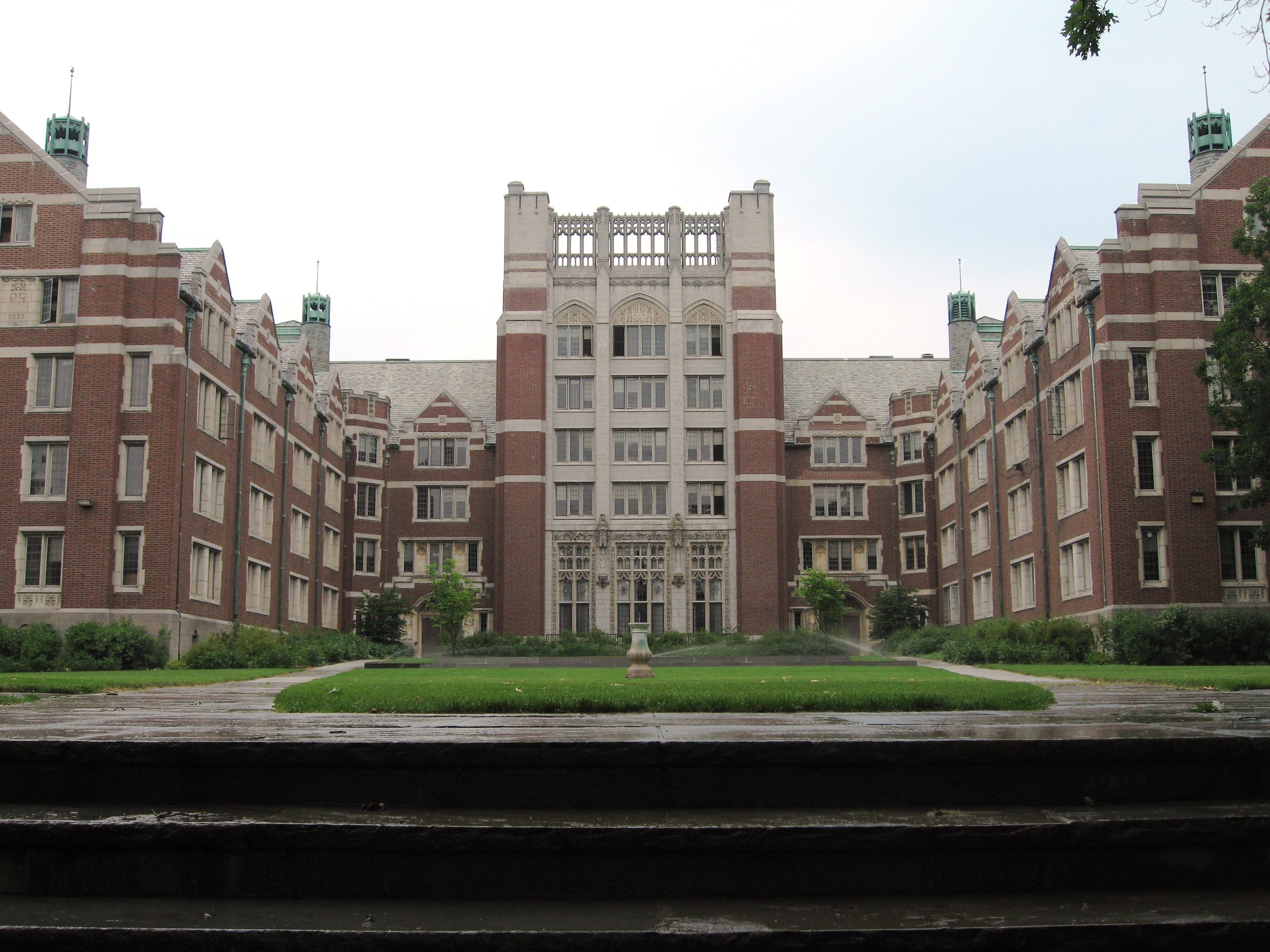
主樓

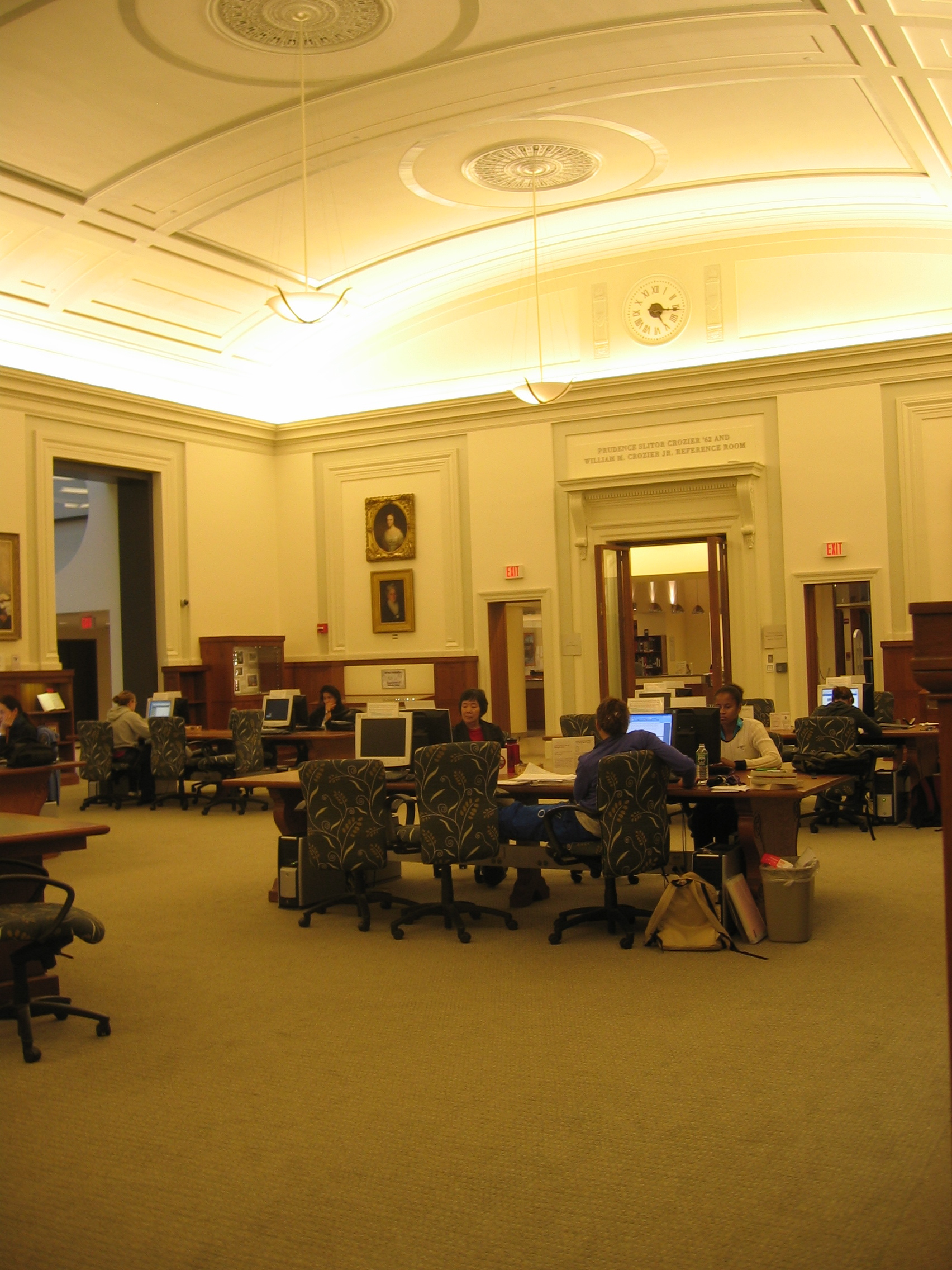
圖書館

- 希拉里·克林顿，前美国第一夫人、前纽约州聯邦参议员、2008年民主黨总统初選候选人、第67任美国国务卿，2016年美國總統候選人。[13]
- 宋美龄，前中华民国第一夫人。[14][15]
- 冰心，中国著名女作家。[15]
- 叶璇（政治系一年级），香港演员，中華人民共和國女製片人。
- 安妮·坎农，美国女天文学家。
- 马德琳·奥尔布赖特，第64任美国国务卿。
- 黛安·索耶，美国新闻记者，供职于美国广播公司（ABC）。
- 帕梅拉·梅尔罗伊，女太空人，第二位驾驶航天飞机的女性。
- 沈素英，韓國女演員、女模特兒、女藝人。
- 連惠心
- 吳欣盈

### 引用
1. ↑  As of June 30, 2022.  (报告). National Association of College and University Business Officers and TIAA. February 17, 2023  [August 15, 2023]. （原始内容存档于2023-10-01）.
2. ↑   (PDF). Wellesley College.   [May 14, 2020]. （原始内容存档 (PDF)于2021-11-18）.
3. ↑  . Wellesley.edu.   [2022-03-18]. （原始内容存档于2019-07-07）.
4. ↑   (PDF). Wellesley College. September 15, 2017  [July 7, 2018]. （原始内容存档 (PDF)于July 8, 2018）.
5. ↑  . Naicu.edu.   [2015-11-21]. （原始内容存档于2015-11-09）.
6. ↑  .   [2013-07-14]. （原始内容存档于2020-09-20）.
7. ↑  . Wall Street Journal/Times Higher Education. 2021  [2021-01-24].
8. ↑  . Forbes. 2019  [2020-12-09].
9. ↑  . U.S. News & World Report. 2016-09-12.
10. ↑  . Washington Monthly.   [2016-09-06].
11. ↑  . Wellesley.edu.   [2015-10-27]. （原始内容存档于2015-11-04）.
12. ↑  . edu.sina.com.cn. 2016-05-04  [2021-11-01]. （原始内容存档于2021-11-01）.
13. ↑  . 纽约时报中文网. 2016-07-30  [2021-11-01]. （原始内容存档于2021-11-02） （中文（简体））.
14. 1 2  . ShareAmerica. 美国国务院国际信息局. 2016-11-25  [2021-04-20]. （原始内容存档于2021-04-20） （中文（简体））.

### 书籍
- Converse, Florence. . Boston: Little, Brown, and Company. 1915.(Project Gutenberg E Text) （页面存档备份，存于）
- Glasscock, Jean et al. (Eds.). . Wellesley, MA: Wellesley College. 1975.